# Bactrocera fernandoi
Bactrocera fernandoi
 es una especie de díptero que Tsuruta y White describieron por primera vez en 2001. Bactrocera fernandoi pertenece al género Bactrocera de la familia Tephritidae. Esta especie como plaga agrícola ha sido atacada por los agricultores en Sri Lanka. 